# Улітенков Сергій Олександрович
Сергі́й Олекса́ндрович Уліте́нков — штаб-сержант Збройних сил України, учасник російсько-української війни. Призер Ігор нескорених-2020.

## З життєпису
Народився в Рівненській області; почав займатися спортом у віці 11 років. Строкову службу служив в Повітряно-Десантних військах — в 30-й бригаді. Військовий за покликанням, понад 12 років служив в частині у Новограді-Волинському. Літом 2014 року рідним не зізнавався в тому, що вже воює у зоні АТО. Дружина почала здогадуватись, коли телефонні дзвінки від Сергія стали не такими частими. 27 липня 2014-го поруч із Петрівським, їх накрило «Градом». На наступний день атакували Савур-могилу; після того пішли в Степанівку.
В січні 2015-го після підриву БМП зазнав контузії, але залишати поле бою відмовився. Наприкінці січня — на початку лютого керував діями підрозділу на взводному опорному пункті «Балу» — з бійцями 128-ї бригади тривалий час стримували навіть танкові атаки противника. Вивів з ладу ворожий Т-72, поціливши в нього з РПГ.
До червня 2015 року під постійними мінометними та артилерійськими обстрілами з побратимами стримував противника на околицях смт Луганське. 6 червня відбувся черговий наступ противника; вдалось підійти на відстань 100—150 м до наших позицій. Під час відбиття атаки противник почав обстрілювати наші позиції з мінометів. Сергій зазнав важкого поранення голови. Потім була боротьба лікарів за його життя, тривале лікування, реабілітація. Лікарі казали — якби не каска, то він не вижив би
Після лікування пройшов курс реабілітації в Грузії і повернувся на службу до 30-ї бригади; одним оком Сергій бачить на 17 %, відсутній фрагмент черепа.
Ігри нескорених 2020 — пауерліфтинг (середня вага) у категорії «IP5» — срібна нагорода.

## Нагороди
- У лютому 2016 року в Полтаві йому вручили нагороду Народний Герой України
- Орден «За мужність» III ступеня[2]